# Crisidia delicatissima
Crisidia delicatissima is een mosdiertjessoort uit de familie van de Crisiidae. De wetenschappelijke naam van de soort is voor het eerst geldig gepubliceerd in 2000 door Moyano.